# 안드리 코텔니크
안드리 미콜라요비치 코텔니크(우크라이나어: Андрій Миколайович Котельник, 1977년 12월 29일~)는 우크라이나의 전직 권투 선수이다. 2000년 하계 올림픽 라이트급에서 은메달을 획득했으며 2008년부터 2009년까지 세계 복싱 협회(WBA) 슈퍼라이트급 챔피언 타이틀을 보유했다.